# Thinophilus ciliventris
Thinophilus ciliventris är en tvåvingeart som beskrevs av Grichanov 1997. Thinophilus ciliventris ingår i släktet Thinophilus och familjen styltflugor. Inga underarter finns listade i Catalogue of Life.